# Barbados
Barbados  é um país insular nas Pequenas Antilhas das Índias Ocidentais, na região caribenha das Américas e a mais oriental das ilhas do Caribe. Tem 34 km de comprimento e 23 km de largura, cobrindo uma área de 432 km². Situa-se na parte ocidental do Atlântico Norte, a leste do Mar do Caribe, na borda da Placa do Caribe. Localiza-se a leste das Ilhas Barlavento, parte das Pequenas Antilhas, a aproximadamente 13° N da linha do Equador. Localizado a cerca de 168 km a leste de ambos os países de Santa Lúcia e São Vicente e Granadinas e 180 km a sudeste da Martinica e 400 km a nordeste de Trindade e Tobago, as ilhas de Barbados estão fora do principal cinturão de furacões do Atlântico. Sua capital e maior cidade é Bridgetown.
Habitada pelo povo caraíbas desde o século XIII, e antes por outros ameríndios, os navegadores espanhóis tomaram posse de Barbados no final do século XV e reivindicaram a Coroa de Castela. Ele apareceu pela primeira vez em um mapa espanhol em 1511. O Império Português reivindicou a ilha entre 1532 e 1536, mas depois a abandonou em 1620, sendo os seus únicos vestígios a introdução de javalis para um bom abastecimento de carne sempre que a ilha era visitada. Um navio inglês, o Olive Blossom, chegou a Barbados em 14 de maio de 1625; seus homens tomaram posse da ilha em nome do rei Jaime I. Em 1627, os primeiros colonos permanentes chegaram da Inglaterra, e Barbados se tornou uma colônia inglesa e posteriormente britânica. Durante este período, a colônia operou com uma economia de plantação, contando com a mão de obra de africanos escravizados que trabalhavam nas plantações da ilha. O tráfico de escravos para a ilha continuou até ser proibido pela Lei do Comércio de Escravos de 1807, com a emancipação final da população escravizada em Barbados ocorrendo durante um período de cinco anos após a Lei de Abolição da Escravatura de 1833.
Em 30 de novembro de 1966, Barbados tornou-se um estado independente e reino da Comunidade, com Elizabeth II como rainha de Barbados. Em outubro de 2021, Sandra Mason foi eleita pelo Parlamento para se tornar a primeira presidente de Barbados. Em 30 de novembro de 2021, Mason substituiu a Rainha Elizabeth como chefe de Estado, com a transição de Barbados para uma república. A população de 287 010 é predominantemente descendente de africanos. Embora seja uma ilha do Atlântico, Barbados está intimamente associado ao Caribe e é classificado como um de seus principais destinos turísticos.

## Etimologia
O nome "Barbados" é do termo português "Os Barbados" ou o equivalente, no espanhol, a Los Barbados, ambos significando "os barbudos". Não está claro se "barbudo" se refere às raízes longas e penduradas da figueira-de-barba, aos indígenas da ilha, ou aos caraíbas supostamente barbudos que habitavam a ilha, ou, mais fantasiosamente, a um visual de uma barba formada pela espuma do mar que se espalha sobre os recifes periféricos. Em 1519, um mapa produzido pelo cartógrafo genovês Visconte Maggiolo mostrou e nomeou Barbados em sua posição correta. Além disso, a ilha de Barbuda é muito semelhante no nome e já foi chamada de "Las Barbudas" pelos espanhóis.
É incerto qual nação europeia chegou primeiro em Barbados. Uma fonte menos conhecida aponta para trabalhos anteriormente revelados às fontes contemporâneas, indicando que poderia ter sido os espanhóis. Muitos, se não a maioria dos estudiosos, acredita que os portugueses, a caminho do Brasil, foram os primeiros europeus a entrarem na ilha.
O nome original para Barbados na era pré-colombiana foi Ichirouganaim, de acordo com relatos de descendentes das tribos indígenas aruaques em outras áreas regionais, com possíveis traduções incluindo "terra vermelha com dentes brancos" ou "ilha da pedra vermelha com dentes de fora (recifes)" ou simplesmente "dentes".

## História
A nação foi descoberta por navegadores espanhóis no final do século XV, entrando para o domínio da Coroa espanhola. Barbados é identificada pela primeira vez em um mapa espanhol de 1511. Os portugueses passaram a visitar a ilha a partir de 1536, mas não a ocuparam.
O primeiro navio inglês a deslocar-se para a região, o Olive Blossom, chegou a Barbados em 1624, quando os ingleses tomaram posse em nome do rei James I. Em 1627, os primeiros colonos permanentes chegaram da Inglaterra, tornando Barbados uma colônia britânica.
Manteve-se como colónia britânica até 1966, ano de sua independência política. Membro da Comunidade Britânica e tendo o monarca inglês como chefe de estado, o país foi governado por um primeiro-ministro apoiado pelo Senado e pela Assembleia.
Em 2021 o país se tornou uma república, com a primeira presidente, Sandra Mason, que tomou posse em 30 de novembro de 2021.

## Geografia

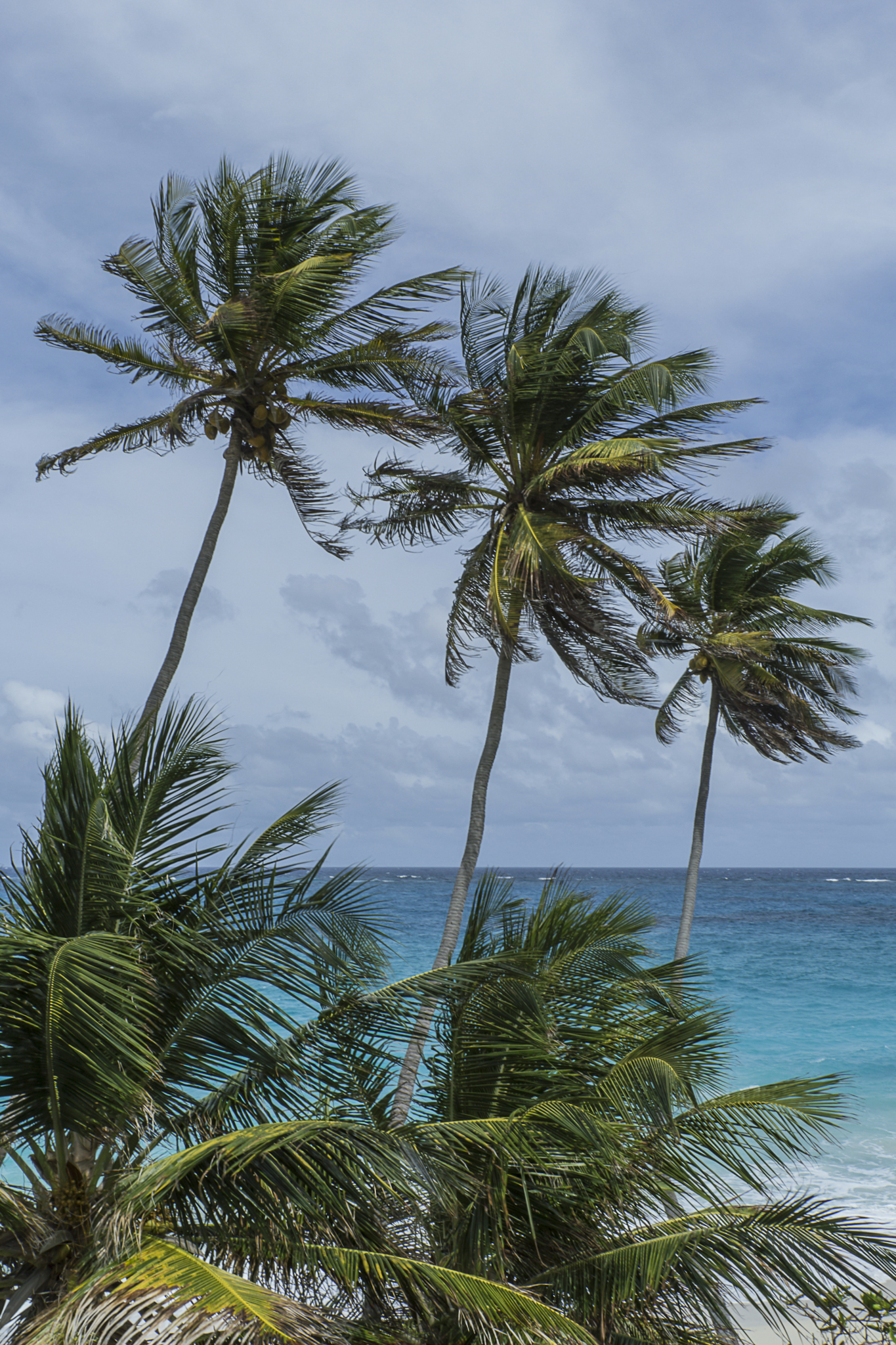
Vista de praia em Barbados

Barbados é uma ilha relativamente plana, erguendo-se em vertentes de pequena inclinação até uma região central mais elevada, cujo ponto cimeiro é o monte Hillaby, com 336 m de altitude. Situa-se numa posição ligeiramente excêntrica no Oceano Atlântico, quando comparada com as restantes ilhas das Caraíbas. O clima é tropical, com uma estação das chuvas de Junho a Outubro. A cidade principal é Bridgetown, a capital da nação. Outras localidades importantes são Holetown e Speightstown. Ele também destaca promontório rochoso da ilha conhecida como Pico Teneriffe, que recebe o seu nome do fato de que a ilha de Tenerife em Espanha é a primeira terra leste de Barbados de acordo com a crença dos habitantes.
Possui 34 km de comprimento e 23 km de largura, cobrindo uma área de 432 km². Situa-se na região ocidental do Atlântico Norte, distante 100 km a leste das Ilhas de Barlavento e do Mar do Caribe. Os países mais próximos da ilha são Trinidad e Tobago, estando a 400 km a sudoeste, e São Vicente e Granadinas, estando a 168 km a oeste.
Barbados está fora da principal área de Cinturão de Furacões.

## Demografia
A população é de 287 mil habitantes (2020), o que corresponde a uma densidade de 660 hab/km², uma das mais elevadas do mundo. As taxas de natalidade e de mortalidade são, em 2003, respectivamente, de 13,15%o e 9,02%o. A esperança média de vida atinge 77,3 anos. O valor do Índice de Desenvolvimento Humano (IDH) é de 0,788, sendo o terceiro mais elevado de todo o continente americano, perdendo somente para os Estados Unidos e o Canadá. Estima-se que em 2025 a população seja de 327 000 habitantes. Os negros compõem 90% da população, seguindo-se-lhes os asiáticos e os mestiços (6%), e os brancos (4%). A religião maioritária é a protestante (67%). A língua oficial é o inglês.

### Religiões
A maioria dos barbadenses de ascendência africana e europeia são cristãos (95%), sendo o Anglicanismo a maior denominação religiosa no país, com 40% de seguidores entre a população. Outras denominações cristãs com números significativos em Barbados são a Igreja Católica (administrada pela Diocese Católica Romana de Bridgetown), os Pentecostais, as Testemunhas de Jeová, a Igreja Adventista do Sétimo Dia e os Batistas Espirituais. A Igreja Anglicana da Inglaterra foi a religião oficial do Estado até a sua desativação legal pelo Parlamento de Barbados após a independência.
Outras religiões em Barbados incluem o judaísmo, o islamismo e o hinduísmo, que são minorias religiosas no país.

## Política

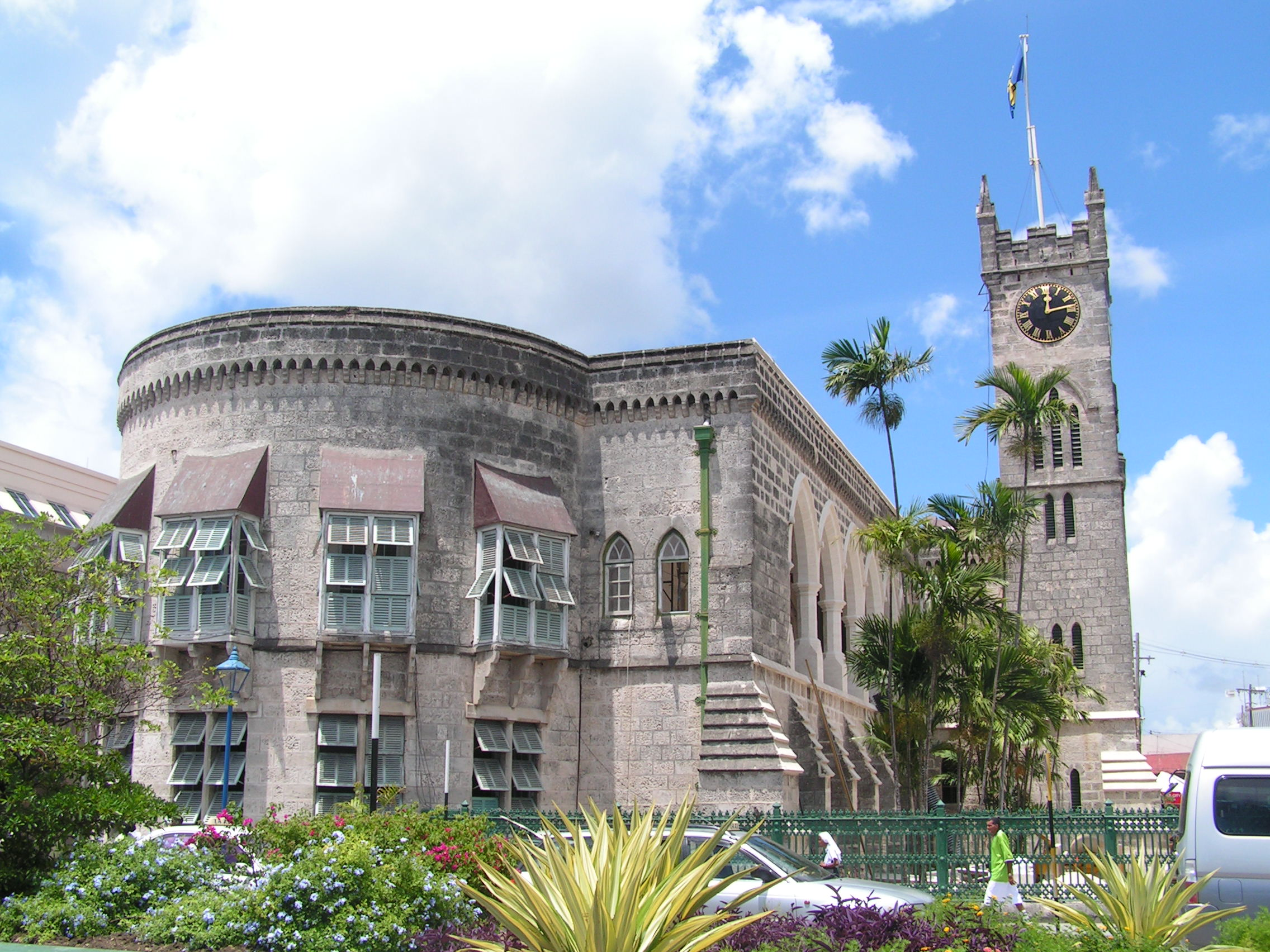
Parlamento de Barbados, em Bridgetown.

Barbados é uma república parlamentarista. A atual Presidente é Sandra Mason. A chefe de governo é a primeira-ministra, cargo que desde 2018, é ocupado por Mia Mottley.
Entre 1966 e 2021, Barbados foi uma monarquia constitucional e, durante todo o período monárquico, teve a rainha Isabel II do Reino Unido como monarca. A soberana era representada pelo governador-geral.
Em 16 de setembro de 2020, o governo do país iniciou um período de transição que durou pouco mais de um ano para transformar a nação numa república. A decisão foi divulgada pela governadora geral, Sandra Mason. Segundo Mason, havia chegado a hora de Barbados se tornar autônoma, já que o país iria comemorar seu 55º aniversário de independência em 30 de novembro de 2021. Tentativas de transformar Barbados numa república já haviam acontecido em 1966, logo após a independência do Reino Unido, e a primeira-ministra, Mia Mottley, advertiu que a população estava mostrando sua rejeição à monarquia ao atacar monumentos que lembravam a presença britânica no país. "Esse alerta (a destruição dos monumentos) é tão relevante hoje quanto o era em 1966. Tendo alcançado a independência há mais de meio século, nosso país não pode ter dúvidas sobre sua capacidade de autogoverno", enfatizou Barrow.

## Economia
O país tem uma economia baseada no turismo, nas finanças (paraíso fiscal) e na exportação de açúcar e seus derivados (rum). Com exceção da cana-de-açúcar, os produtos cultivados são para consumo local.
O petróleo e o gás natural são produzidos em pequenas quantidades. O Governo incentivou o investimento na produção de medicamentos, de vestuário, de cerâmica, de vidro e de compostos electrónicos.
Os outros produtos existentes são o açúcar, o melaço, os cigarros, o papel e os têxteis. Os principais parceiros comerciais são os Estados Unidos, o Reino Unido, a Jamaica, Venezuela e Trindade e Tobago. A moeda de Barbados é o dólar barbadiano.

## Cultura

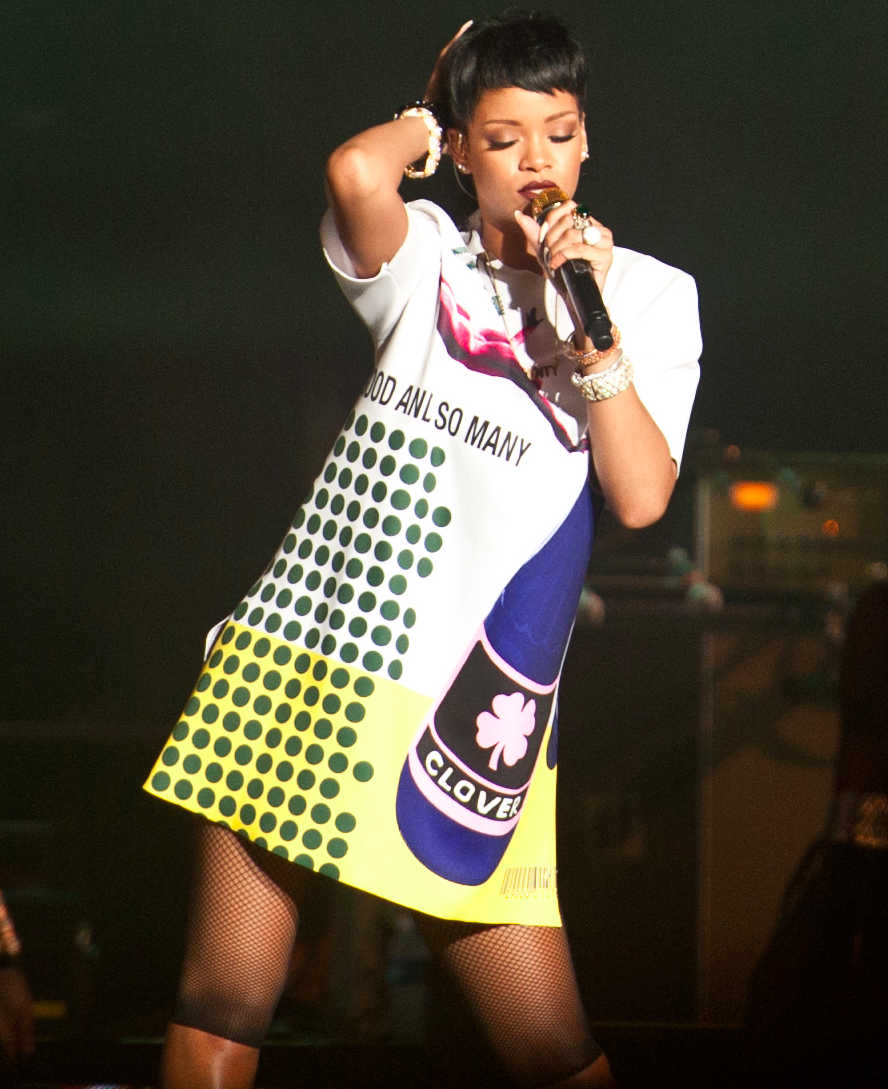
A celebridade internacional Rihanna é nativa de Barbados.

A influência da cultura britânica em Barbados é mais visível do que em outras ilhas nas Índias Ocidentais. Um bom exemplo disso é o esporte nacional da ilha: cricket. Barbados tem vários grandes jogadores de críquete, incluindo Garfield Sobers e Frank Worrell.
Os cidadãos são chamados oficialmente de barbadianos. O termo "Bajan" (pronuncia Bay-jun) pode ter vindo de uma pronúncia localizada da palavra de Barbados, que às vezes pode soar mais como "Bar-bajan".
O maior evento cultural carnavalesco que ocorre na ilha é o crop over. Como em muitos outros países do Caribe e da América Latina, o evento é importante para muitas pessoas na ilha, assim como os milhares de turistas que migram para lá para participar dos eventos anuais. O festival inclui competições musicais e outras atividades tradicionais, e conta com gêneros musicais como o calipso e soca. O homem e a mulher que colherem o maior número de canas são coroados o rei e a rainha da cultura. A colheita começa no início de julho e termina com o desfile trajado, realizado na primeira segunda-feira de agosto.
Na música, o país possui uma artista de renome mundial, Rihanna. Vencedora de 9 Grammys, vendeu 60 milhões de álbuns pelo mundo e mais de 215 milhões de singles, 105 milhões de singles só nos EUA. A cantora é a artista mais conhecida de Barbados. Em 2009, ela foi nomeada como Embaixadora Honorário da Juventude e da Cultura de Barbados, pelo então primeiro-ministro, David Thompson. A cantora e compositora Shontelle, a banda Cover Drive, e os músicos Rupee e Dwane Husband também são naturais de Barbados.
A cantora Leigh-Anne Pinnock integrante do único grupo a vencer o programa musical The X Factor (Reino Unido) Little Mix, também nasceu no país e cresceu na Inglaterra.

## Feriados
| Data           | Nome em português             | Nome local          | Observações |  |
| -------------- | ----------------------------- | ------------------- | ----------- |  |
| 1 de janeiro   | Confraternização Universal    | New Year's Day      |             |  |
| 21 de janeiro  | Dia de Errol Barrow           | Errol Barrow Day    |             |  |
| 9 de abril     | Sexta-feira, Paixão de Cristo | Good Friday         | Data móvel  |  |
| 12 de abril    | Páscoa                        | Easter Day          | Festa móvel |  |
| 28 de abril    | Dia dos Heróis Nacionais      | National Heroes Day |             |  |
| 1 de maio      | Dia do Trabalho               | Labour Day          |             |  |
| 31 de maio     | Pentecostes                   | “Whit Monday”       | Festa móvel |  |
| 7 de agosto    | Carnaval barbadiano           | “Kadooment Day”     |             |  |
| 3 de agosto    | Dia da Emancipação            | Emancipation Day    |             |  |
| 30 de novembro | Dia da Independência          | Independence Day    |             |  |
| 25 de dezembro | Natal                         | Christmas Monday    |             |  |
| 27 de dezembro | Dia seguinte ao Natal         | Boxing Day          |             |  |